# Diaptomus lousianensis
Diaptomus lousianensis är en kräftdjursart som beskrevs av Wilson och Moore. Diaptomus lousianensis ingår i släktet Diaptomus och familjen Diaptomidae. Inga underarter finns listade i Catalogue of Life.